# Doni tondo
Doni tondo ili Donijeva Gospa, poznata i kao Sveta obitelj, jedina je Michelangelova slika u Firenci i smatra se jednim od remek-djela talijanske umjetnosti 16. stoljeća. Slika je iz razdoblja 1506. – 1508. godine. Razdoblje kada se Michelangelo vratio u Firencu iz Rima i kada je izradio svog slavnog Davida, a nalazi se u galeriji Uffizi. Tijekom renesanse, okrugle slike („tondo”) su bile uobičajene narudžbe privatnih klijenata. Vjerojatno ju je naručio Agnolo Doni kako bi obilježio svoj brak s Maddalenom Strozzi, kćeri moćne toskanske obitelji. 
Na slici figure Djevice Marije, Josipa i Djeteta su skupljene u zajednički oblik u kojemu Marijina rotacija stvara spiralni pokret koji će kasnije kopirati brojni umjetnici. Marija doseže preko ramena prema djetetu dok je Josip čučnuo iza nje te se na taj način dočarala nesigurnost tko kome dodaje dijete. Djevica Marija je najistaknjutiji lik slike; ona sjedi na zemlji što pokazuje njen odnos prema zemlji. Sveti Josip ima višu poziciju u slici u odnosu na Mariju, kao glava obitelji, iako je to neobična značajka u prikazima Svete obitelji. Marija se nalazi između njegovih nogu i izgleda kao da je štiti. Marijina odjeća se sastoji od primarno crvene haljine i plavog plašta sa zelenom trakom, dok je Josipova haljina žuto narančaste boje i prekriven je tamnoplavom tunikom. Koža likova izgleda glatka i površina više liči na skulpturu nego na sliku jer se Michelangelo koristio posebnom tehnikom sjenčenja koja se zove cangiante.
U pozadini je mladi Sveti Ivan Krstitelj, zaštitnik Firence, iza kojega je skupina nagih koji podsjećaju na antičke likove te simboliziraju poganski humanizam koji je još uvijek neupućen u kršćansku doktrinu.
Stilski, ova slika nagovještćuje manirizam, slikarski stil koji više koristi bizarne i neprirodne položaje i isijavajuće boje umjesto klasičnih, odmjerenih i preglednih renesansnih boja i kompozicija iz 15. stoljeća.
Lijepi drveni okvir ove slike također je izveden prema nacrtima Michelangela.

## Vanjske poveznice
- Detaljna biografija slike